# Raïon de Dokchytsy
Le raïon de Dokchytsy (en biélorusse : Докшыцкі раён, Dokchytski raïon) ou raïon de Dokchitsi (en russe : Докшицкий район, Dokchitski raïon) est une subdivision de la voblast de Vitebsk, en Biélorussie. Son centre administratif est la ville de Dokchytsy.

## Géographie
Le raïon couvre une superficie de 2 267,61 km2, dans le sud-ouest de la voblast. Le raïon de Dokchytsy est limité au nord-ouest par le raïon de Pastavy, au nord par le raïon de Hlybokaïe, au nord-est par le raïon d'Ouchatchy, à l'est par le raïon de Lepiel et au sud par la voblast de Minsk (raïons de Baryssaw, Lahoïsk, Vileïka et Miadzel).
La forêt couvre 49 pour cent de la superficie du raïon. C'est dans le raïon que la Bérézina prend sa source. Dans la partie orientale du raïon se trouve la partie nord de la réserve naturelle de la Berezina, d'une superficie de 40 204 ha, soit 18 pour cent du raïon — la partie sud se trouve dans le raïon de Lepiel.

## Histoire
Le raïon fut créé le 15 janvier 1940 après l'annexion de la Pologne orientale par l'Union soviétique et son rattachement à la république socialiste soviétique de Biélorussie. Le raïon fit d'abord partie de l'oblast de Vileïka, qui regroupait la partie orientale de l'ancienne voïvodie de Wilno.

## Administration
Le raïon compte une ville (Dokchytsy), une commune urbaine (Biakhoml) et 276 communes rurales et villages.

## Population

### Démographie
Les résultats des recensements de la population (*) font apparaître une forte baisse de la population depuis 1959. Cette baisse s'est accélérée dans les premières années du XXIe siècle.
| 1959*  | 1970*  | 1979*  | 1989*  | 1999*  | 2009*  |
| ------ | ------ | ------ | ------ | ------ | ------ |
| 53 884 | 50 202 | 42 787 | 37 413 | 34 602 | 26 828 |

### Nationalités
Selon les résultats du recensement de 2009, la population du raïon se composait de deux nationalités principales :
- 94,85 % de Biélorusses ;
- 3,02 % de Russes.

### Langues
En 2009, la langue maternelle était le biélorusse pour 90,44 % des habitants du raïon de Dokchytsy et le russe pour 8,77 %. Le biélorusse était parlé à la maison par 76,96 % de la population et le russe par 16,54 %.